# Merab Ninidze
Merab Ninidze (gruzínsky მერაბ ნინიძე; * 3. listopadu 1965 Tbilisi) je gruzínský herec. 
Pochází z umělecké rodiny, jeho dědeček Sergo Achaladze byl divadelním režisérem. Vystudoval herectví na filmové univerzitě v Tbilisi a stal se členem činoherního souboru Rustaveliho divadla. V úspěšné inscenaci Richarda III., kterou režíroval Robert Sturua, hrál prince Edwarda. Ve filmu debutoval rolí Tornikeho ve filmu Tengize Abuladzeho Pokání. Od roku 1994 žije ve Vídni.
V roce 2001 hrál manžela hlavní hrdinky Waltera v oscarovém filmu Caroline Linkové Nikde v Africe. Objevil se i ve filmech Luna Papa, Nevěsta větru, Čtvrtá mocnost, Rukojmí a Moje šťastná rodina. Ve filmu Dominica Cookeho Hra špionů ztvárnil postavu Olega Peňkovského. Účinkoval také v televizních seriálech Místo činu (seriál), Deutschland 83, McMafie a Ve jménu vlasti. 
V roce 2021 mu byla udělena cena Asia Pacific Screen Awards za hlavní roli v ruském filmu Domácí vězení.